# Barbus nyanzae
The Nyanza Barb (Barbus nyanzae) là một ray-finned fish species trong họ Cyprinidae. Nó được tìm thấy ở Kenya, Rwanda, Tanzania, and Uganda.
Các môi trường sống tự nhiên của chúng là sông, hồ nước ngọt, đầm lầy nước ngọt, and inland deltas. It is not considered a threatened species by the IUCN.